# Cecilia Capet

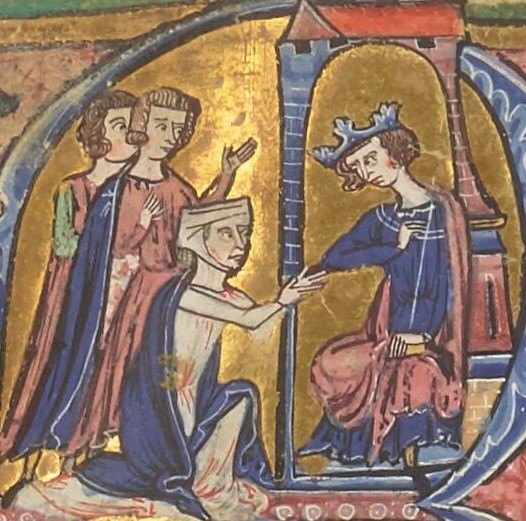
Cecilia smeekt om de hulp van Fulco van Jeruzalem, om haar man Pons van Tripoli te helpen
(13e eeuw), miniatuur uit Histoire des Croisades, Willem van Tyrus, BnF

Cecilia Capet Of Cecilia van Frankrijk (circa 1097 - circa 1145) was van 1112 tot 1137 gravin van Tripoli. Ze behoorde tot het huis Capet.

## Levensloop
Cecilia was een dochter van koning Filips I van Frankrijk uit diens tweede huwelijk met Bertrada, dochter van heer Simon I van Montfort. 
Haar eerste huwelijk werd gearrangeerd toen vorst Bohemund I van Antiochië het Franse hof bezocht om steun te zoeken tegen Alexios I Komnenos, keizer van het Byzantijnse Rijk. Cecilia zeilde eind 1106 naar Antiochië en werd vrouwe van Tarsus en Mamistra in Cilicisch-Armenië. Vermoedelijk eind 1106 huwde ze met prins Tancred van Galilea (1075-1112), die namens de afwezige Bohemund I optrad als regent van Antiochië.
In 1112 liet Tancred op zijn sterfbed graaf Pons van Tripoli beloven om met Cecilia te trouwen en Tancred gaf haar de forten van Arcicanum en Rugia als bruidsschat. Cecilia en Pons zouden nog hetzelfde jaar trouwen. Toen Pons in 1133 in zijn kasteel in Montferrand belegerd werd door atabeg van Mosoel Imad ad-Din Zengi, ging Cecilia om hulp smeken bij haar halfbroer Fulco, koning van Jeruzalem. Zengi werd tot de terugtocht gedwongen, maar tijdens een tweede belegering in 1137 werd Pons gevangengenomen en gedood. Zijn zoon met Cecilia, Raymond II, volgde hem op als graaf van Tripoli. Cecilia zelf overleed rond het jaar 1145.

## Nakomelingen
Cecilia en haar tweede echtgenoot Pons kregen op zijn minst drie kinderen:
- Raymond II (1116-1152), graaf van Tripoli
- Filips
- Agnes, huwde met heer Reinoud II van Margat

## Voorouders
| Voorouders van Cecilia Capet (1097-1145) | Voorouders van Cecilia Capet (1097-1145)                                  | Voorouders van Cecilia Capet (1097-1145)                                  | Voorouders van Cecilia Capet (1097-1145)                                | Voorouders van Cecilia Capet (1097-1145)                                | Voorouders van Cecilia Capet (1097-1145)                                | Voorouders van Cecilia Capet (1097-1145)                                | Voorouders van Cecilia Capet (1097-1145)                                | Voorouders van Cecilia Capet (1097-1145)                                |
| ---------------------------------------- | ------------------------------------------------------------------------- | ------------------------------------------------------------------------- | ----------------------------------------------------------------------- | ----------------------------------------------------------------------- | ----------------------------------------------------------------------- | ----------------------------------------------------------------------- | ----------------------------------------------------------------------- | ----------------------------------------------------------------------- |
| Overgrootouders                          | Robert II van Frankrijk (972-1031) ∞ 1003 Constance van Arles (1086-1034) | Robert II van Frankrijk (972-1031) ∞ 1003 Constance van Arles (1086-1034) | Jaroslav de Wijze (978-1054) ∞ 1019 Ingegred van Zweden (1033-1113)     | Jaroslav de Wijze (978-1054) ∞ 1019 Ingegred van Zweden (1033-1113)     | Amalrik I van Montfort (–1053) ∞ Bertrada van Gometz (-)                | Amalrik I van Montfort (–1053) ∞ Bertrada van Gometz (-)                | Richard van Évreux (1011-1067) ∞ Godechildis (–)                        | Richard van Évreux (1011-1067) ∞ Godechildis (–)                        |
| Grootouders                              | Hendrik I van Frankrijk (1008-1060) ∞ 1051 Anna van Kiev (1036-1078)      | Hendrik I van Frankrijk (1008-1060) ∞ 1051 Anna van Kiev (1036-1078)      | Hendrik I van Frankrijk (1008-1060) ∞ 1051 Anna van Kiev (1036-1078)    | Hendrik I van Frankrijk (1008-1060) ∞ 1051 Anna van Kiev (1036-1078)    | Simon I van Montfort (1025-1087) ∞ 1050 Agnes van Évreux (-)            | Simon I van Montfort (1025-1087) ∞ 1050 Agnes van Évreux (-)            | Simon I van Montfort (1025-1087) ∞ 1050 Agnes van Évreux (-)            | Simon I van Montfort (1025-1087) ∞ 1050 Agnes van Évreux (-)            |
| Ouders                                   | Filips I van Frankrijk (1052-1108) ∞ Bertrada van Montfort (1070-11117)   | Filips I van Frankrijk (1052-1108) ∞ Bertrada van Montfort (1070-11117)   | Filips I van Frankrijk (1052-1108) ∞ Bertrada van Montfort (1070-11117) | Filips I van Frankrijk (1052-1108) ∞ Bertrada van Montfort (1070-11117) | Filips I van Frankrijk (1052-1108) ∞ Bertrada van Montfort (1070-11117) | Filips I van Frankrijk (1052-1108) ∞ Bertrada van Montfort (1070-11117) | Filips I van Frankrijk (1052-1108) ∞ Bertrada van Montfort (1070-11117) | Filips I van Frankrijk (1052-1108) ∞ Bertrada van Montfort (1070-11117) |